# Aleksandra Wojciechowska
Aleksandra Wojciechowska z domu Bilanowska (ur. 15 maja 1930 w Poznaniu, zm. 9 czerwca 2009 w Kiekrzu) – polska animatorka kultury i etnograf.

## Życiorys
Urodzona w rodzinie kupieckiej, była córką Antoniego i Apolonii Bilanowskich. Ojciec, dawny powstaniec wielkopolski, był w latach II wojny światowej więźniem obozu koncentracyjnego; nastoletnia córka (jak również jej matka) zmuszona była wówczas do pracy zarobkowej, ale mimo trudnej sytuacji materialnej nie zaniedbywała nauki, uczęszczając na tajne komplety. W 1945 podjęła naukę w Gimnazjum im. Generałowej Zamoyskiej w Poznaniu, a w 1950 wstąpiła na Uniwersytet Poznański na studia z historii kultury materialnej. Studia pierwszego stopnia ukończyła w 1953, w latach 1955–1957 odbyła studia magisterskie pod kierunkiem profesora Józefa Burszty, przedstawiając pracę Chłopskie budownictwo mieszkalne na terenie powiatu kcyńskiego.
W 1959 podjęła pracę w Pracowni Badania Folkloru przy Wojewódzkim Domu Kultury w Poznaniu. W 1962 objęła w Pałacu Kultury w Poznaniu kierownictwo Uniwersytetu Kultury – dwuletniego Studium Oświaty Dorosłych. Pracowała tam do 1993. Prowadziła zajęcia z historii kultury i etnografii, udzielała też konsultacji w ramach poradni etnograficznej dla instruktorów zespołów folklorystycznych, organizowała plenery dla twórców ludowych i wystawy twórczości ludowej.
Prowadziła badania nad kulturą ludową i folklorem Wielkopolski, ziemi lubuskiej, województwa koszalińskiego. Była autorką trzykrotnie wydanej monografii Dożynki w Wielkopolsce (1967, 1970, 1983–1984), przeznaczonej częściowo dla potrzeb zespołów folklorystycznych. Kilka artykułów opublikowała też w pracach zbiorowych pod redakcją Józefa Burszty – Kultura ludowa Wielkopolski (1960–1967) i Stare i nowe w kulturze wsi koszalińskiej (1964). Od 1987 tworzyła scenariusze i komentarze do filmów dokumentalnych, poświęconych kulturze ludowej i folklorowi Wielkopolski; wspólnie z autorem zdjęć Januszem Piwowarskim stworzyła zbiór 24 filmów na kasetach wideo pod wspólnym tytułem Videoteka Folkloru Wielkopolskiego. W latach 2007–2008, dzięki pomocy finansowej Stowarzyszenia Twórców Ludowych, filmy przegrano na płyty DVD, a w 2008 Studio Pro Video Janusza Piwowarskiego wydało 9 płyt pod tytułem Śladami tradycyjnej kultury ludowej. Część z filmów była poświęcona strojom ludowym (m.in. Strój szamotulski, Strój bamberski, Strój biskupiański), część twórcom ludowym (m.in. Henryk Hagel – rzeźbiarz ludowy, Zdzisław i Piotr Staszakowie – rodzina rzeźbiarzy ludowych, Józef Dzieciątkowski – garncarz ludowy), część zwyczajom ludowym (m.in. Wesele szamotulskie, Chodzenie z niedźwiedziem); były też relacje z imprez folklorystycznych (np. XVII Turniej Dudziarzy Wielkopolskich).
Aleksandra Wojciechowska była wieloletnią członkinią Polskiego Towarzystwa Ludoznawczego (od 1962) i Stowarzyszenia Twórców Ludowych, współzałożycielką Oddziału Wielkopolskiego tego ostatniego (1986) i przewodniczącą jego Rady Programowej. Została odznaczona m.in. Krzyżem Kawalerskim Orderu Odrodzenia Polski (1983), Złotym Krzyżem Zasługi (1972), odznaką "Zasłużony Działacz Kultury" (1971), Odznaką Honorową Miasta Poznania, odznaką honorową „Za Zasługi w Rozwoju Województwa Poznańskiego”. W 1995 Mazowieckie Towarzystwo Kultury przyznało jej nagrodę im. Oskara Kolberga.
Od 1949 była zamężna, miała córkę Ewangelinę (dr historii, wydawca źródeł historycznych). Ostatnie lata życia spędziła u córki w Kiekrzu, tam też zmarła 9 czerwca 2009. Pochowana została na Cmentarzu Junikowskim w Poznaniu.